# شذيل بيكروفتي
شذيل بيكروفتي (الاسم العلمي: Anomalurus beecrofti) (بالإنجليزية: Beecroft's flying squirrel)‏ هو نوع من الحيوانات يتبع جنس الشذيل من الفصيلة الشذيلية.